# Eparchia włodzimiersko-wołyńska

Eparchia włodzimiersko-wołyńska na tle podziału administracyjnego UKP PM

Eparchia włodzimiersko-wołyńska – jedna z eparchii Ukraińskiego Kościoła Prawosławnego Patriarchatu Moskiewskiego. Jej obecnym biskupem ordynariuszem jest od 2011 biskup (od 2017 metropolita) Włodzimierz (Melnyk), zaś funkcję katedry pełni sobór Zaśnięcia Matki Bożej we Włodzimierzu. Drugą katedrą biskupią jest sobór Trójcy Świętej w Kowlu.

## Historia
Eparchia jest kontynuatorką tradycji eparchii włodzimierskiej – jednostki administracyjnej metropolii kijowskiej założonej w 992 jako jedna z pierwszych chrześcijańskich struktur administracyjnych na Rusi Kijowskiej.
Współczesna eparchia włodzimiersko-wołyńska została powołana do istnienia decyzją Świętego Synodu Ukraińskiego Kościoła Prawosławnego Patriarchatu Moskiewskiego z 3 maja 1996. Jej pierwszym zwierzchnikiem został biskup Symeon (Szostacki), który otrzymał tytuł biskupa włodzimiersko-wołyńskiego i kowelskiego. Eparchia włodzimiersko-wołyńska została wydzielona z eparchii wołyńskiej ze stolicą w Łucku. W momencie swojego powstania obejmowała 167 parafii, w których służyło 148 duchownych, oraz dwa monastery: monaster św. Mikołaja w Mielcach (męski) oraz monaster Zaśnięcia Matki Bożej w Zimnem (żeński).

## Podział administracyjny
Według danych z 2010 eparchia dzieliła się na 12 dekanatów:
- dekanat włodzimiersko-wołyński
- dekanat hirnikowski
- dekanat kowelski miejski
- dekanat kowelski – Zmartwychwstania Pańskiego[6]
- dekanat kowelski – Trójcy Świętej[6]
- dekanat kowelski – Wprowadzenia do Świątyni[6]
- dekanat iwanyczowski
- dekanat krymneński
- dekanat lubomelski
- dekanat nowowołyński
- dekanat ratnowski
- dekanat starowyski
- dekanat turijski
- dekanat szacki

Eparchia liczy łącznie 235 parafii, w których służy 220 kapłanów. Prowadzone jest trzyletnie studium psalmistów, wydawane dwa miesięczniki prawosławne, przy parafiach działa 180 szkół niedzielnych.

## Monastery
Na terytorium eparchii włodzimiersko-wołyńskiej działalność prowadzą następujące klasztory:
- monaster św. Mikołaja w Mielcach, męski
- monaster Świętych Piotra i Pawła w Świtazi, męski
- monaster Zaśnięcia Matki Bożej w Niskieniczach, męski
- skit Narodzenia św. Jana Chrzciciela w Werbce, męski (podległy klasztorowi w Mielcach).

Żeński monaster Zaśnięcia Matki Bożej w Zimnem jest klasztorem stauropigialnym.